# Jacques Mallet (1787-1869)
Pour les articles homonymes, voir Jacques Mallet (homonymie) et Mallet.
Jacques Mallet, comte Mallet, né le 28 avril 1787 à Dieppe et mort le 22 mai 1869 à Paris, est un ingénieur et homme politique français.

## Biographie

### Famille
Il est le fils de Jean-Baptiste Mallet et de Marie-Marthe Langlois. Il épousa en 1812 Élisabeth Bruyère, fille de Louis Bruyère et petite-fille de Jean-Jacques Le Barbier avec laquelle il eut deux filles.

### Carrière d'ingénieur
Il entra à l'École polytechnique en 1806 et en sortit en 1808 dans les ponts et chaussées. Ingénieur ordinaire à Paris, il termina la construction du Pont d'Iéna sous la direction de Corneille Lamandé.
Il était capitaine du génie de la garde nationale au moment de l'invasion en 1814. Il prit part, en cette qualité, à la défense de Paris, et travailla à pacifier Belleville durant les Cent-jours. Il avait été fait chevalier de la Légion d'honneur quelque temps auparavant. En 1824, il dirigea la construction des port et pont de Grenelle et devint ingénieur en chef en 1829. Il fut alors envoyé dans le Loiret, puis dans la Seine-Inférieure où il acheva le pont de pierre de Rouen. Rappelé à Paris peu après, il s'y occupa de la distribution de l'eau à domicile.
Nommé inspecteur divisionnaire en 1842, il ne brigua plus les suffrages des électeurs et se consacra exclusivement à ses occupations techniques. Inspecteur-général des ponts et chaussées en 1850, vice-président du conseil général des ponts et chaussées de 1854 à 1857, il fut mis à la retraite au commencement de cette dernière année.

### Carrière politique
Alors à Paris, il se mêla au mouvement politique de 1830, et fut successivement élu député du 11e collège de la Seine-Inférieure (Saint-Valery-en-Caux), le 5 juillet 1831, par 159 voix (175 votants, 274 inscrits); le 21 juin 1834, par 132 voix (211 votants, 331 inscrits), contre 71 à M. Dignon ; le 4 novembre 1837, par 146 voix (266 votants, 329 inscrits) ; et le 2 mars 1839, par 151 voix (283 votants) . M. Mallet ne cessa de faire partie de la majorité ministérielle, et vota pour la dotation du duc de Nemours, pour les fortifications de Paris, pour le recensement, contre l'adjonction des capacités.
Il fut nommé sénateur le 9 juin 1857. À la Chambre haute, il fut membre de la commission de l'isthme de Suez.

## Titre et décorations
Il fut titré comte Mallet par Napoléon III le 2 juin 1866.
- Grand-officier de la Légion d'honneur 14 août 1862
  -  Commandeur de la Légion d'honneur 1er mai 1843
  -  Officier de la Légion d'honneur
  -  Chevalier de la Légion d'honneur
- Médaille de Sainte-Hélène

## Armoiries
| Figure | Blasonnement |
|        | Armes de comte-sénateur de l'Empire (2 juin 1866) De gueules, à la pyramide d'argent, maçonnée de sable; au chef d'or, chargé de trois maillets de sable ; au franc-quartier des comtes sortis du sénat ; d'azur au miroir d'or enlacé d'un serpent d'argent,. |